# هلنا وندراچکووا
هلنا وندراچکووا (چکی: Helena Vondráčková؛ زادهٔ ۲۴ ژوئن ۱۹۴۷) یک موسیقی‌دان و خواننده اهل جمهوری چک است.
وی در حدود ۵ دهه و از سال ۱۹۶۴ میلادی تاکنون، مشغول فعالیت هنری بوده‌است و در کشورهای گوناگونی در سرتاسر جهان برنامه اجرا کرده‌است.